# Fabien Lainé
Pour les articles homonymes, voir Lainé.
Fabien Lainé, né le 15 avril 1976 à Arcachon (Gironde), est un homme politique français. 
Membre du Mouvement démocrate, il est maire de Sanguinet de 2014 à 2017 et de 2023 à 2024 et député des Landes, en tant que suppléant de Geneviève Darrieussecq, de 2017 à 2022, de 2022 à 2023 et de 2024 à 2025.

## Biographie
Exerçant la profession de commercial dans le bâtiment, Fabien Lainé est élu maire de Sanguinet lors des élections municipales de 2014. Aux législatives de 2017, il est le suppléant de Geneviève Darrieussecq, élue députée. Elle est cependant nommée secrétaire d'État le même mois : il devient donc député en tant que suppléant.
Il démissionne de sa charge de maire de Sanguinet, pour se mettre en conformité avec la loi sur le cumul des mandats et laisse sa place à sa première adjointe Raphaëlle Miremont. Durant tout son mandat de député, il restera cependant conseiller municipal de la commune de Sanguinet.
Fabien Lainé est réélu conseiller municipal aux élections municipales de 2020 à Sanguinet, où il est à la tête d'une liste classée divers centre. Il est remplacé à la mairie par Christophe Labruyère jusqu'en 2022.
Il redevient député le 5 août 2022. Comme pendant la précédente législature, il rejoint le groupe démocrate, MoDem et indépendants.
Soutien de la « chasse traditionnelle », il se prononce pour le maintien de certaines pratiques, comme la chasse de l'alouette avec des pantes ou des matoles.
En tant que maire et conseiller municipal, il a participé au développement des infrastructures de la ville de Sanguinet avec la création d'un skate-park, d'un city stade, d'une nouvelle école élémentaireet à travers deux projets de d'aménagement et de dynamisation du centre-ville appelés « Cœur de Village » et « Cœur de Village II » respectivement mis en place en 2017 et en 2023.
Le 20 août 2023, il quitte l'Assemblée en raison du départ de Geneviève Darrieussecq du gouvernement ; il retrouve alors son fauteuil de maire de Sanguinet le 7 septembre suivant,.
Le 21 septembre 2024, Geneviève Darrieussecq est rappelée au gouvernement par le Premier ministre Michel Barnier en tant que Ministre de la Santé et de l'accès aux soins. Ainsi, le 22 octobre 2024 Fabien Lainé retrouve les bancs de l'Assemblée nationale et démissionne de son mandat de maire de Sanguinet.